# Bordesholmer Linde

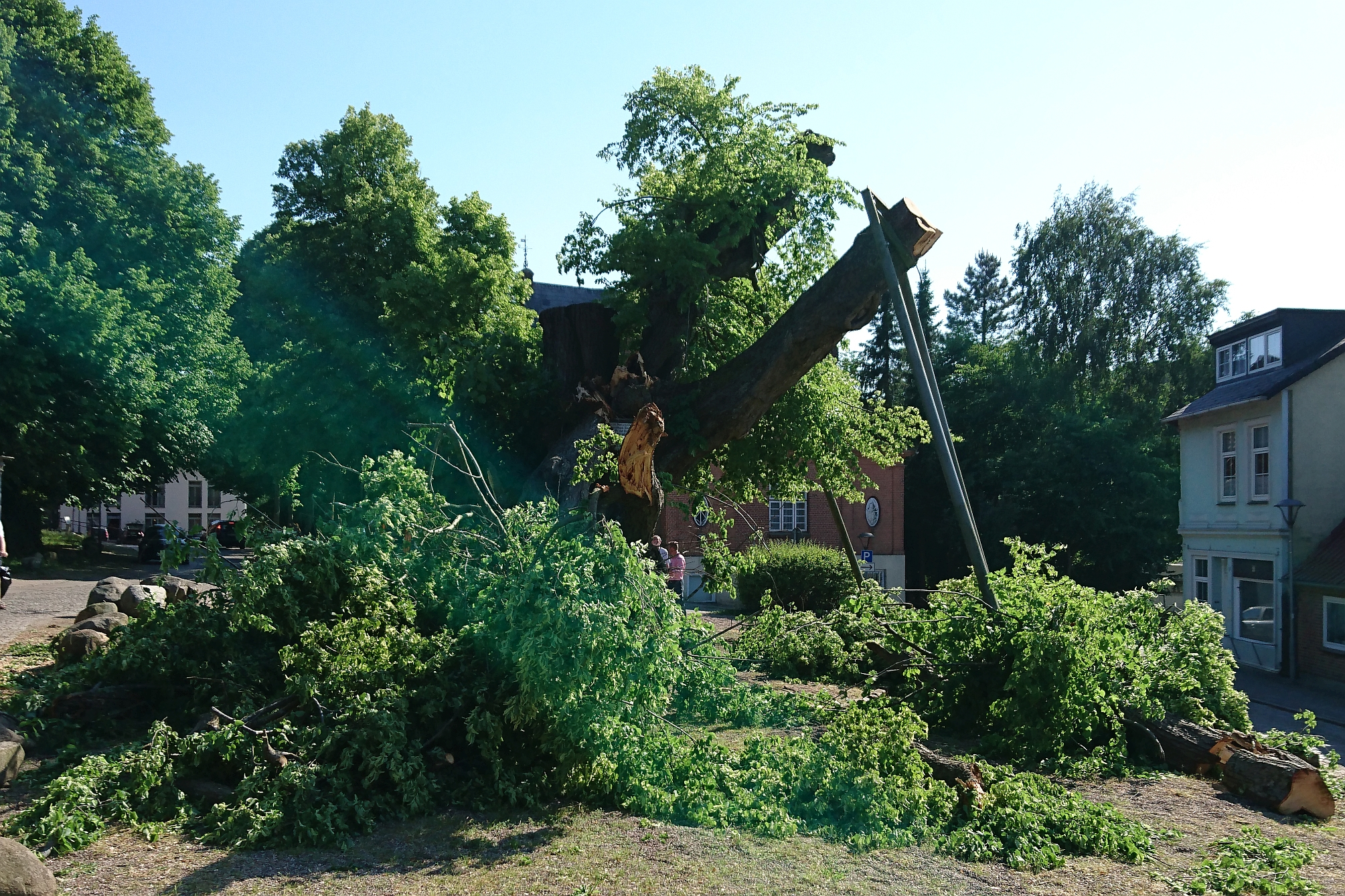
Bordesholmer Linde am 29. Mai 2018

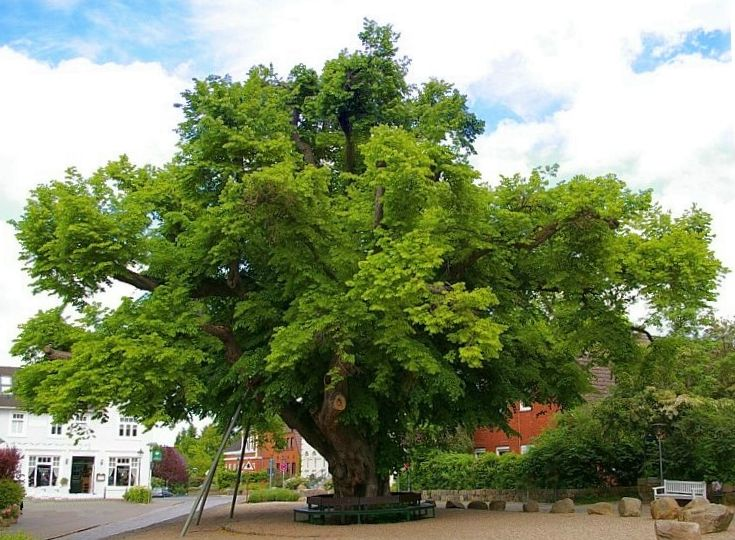
Bordesholmer Linde (2008)

Die Bordesholmer Linde ist eine alte Winter-Linde (Tilia cordata) in Bordesholm im Kreis Rendsburg-Eckernförde in Schleswig-Holstein.
Als einer der ältesten und bekanntesten Bäume Schleswig-Holsteins war sie eine bekannte Sehenswürdigkeit und bis 2018 als Naturdenkmal geschützt.

## Lage und Geschichte
Die Linde – mittlerweile nur noch ihr Stumpf – befindet sich in der historischen Mitte Bordesholms nahe der Klosterkirche des ehemaligen Klosters Bordesholm und ist frei zugänglich. Bis zum Beginn des 19. Jahrhunderts war sie die Gerichtslinde des Amtes Bordesholm. 
Über das Alter des Baumes gibt es unterschiedliche Angaben. Auf der einen Seite geht man davon aus, dass er ca. 1350 angepflanzt wurde und ein letztes lebendes Denkmal aus der Bordesholmer Klosterzeit ist. Erstmals erwähnt wurde der Baum von Peter Dankwerth, einem Sohn des Kartografen Caspar Danckwerth, der um 1600 Klosterschüler in Bordesholm war und in seiner Chronik schreibt, dass der Konrektor Andreas Grotheim (später Senator in Kiel) die Linde ca. 1580 anpflanzte. Danach wäre der Baum zum Zeitpunkt der radikalen Kürzung 2018 nicht ca. 700, sondern erst ca. 440 Jahre alt gewesen. 
Die Linde hatte bis in die 1970er Jahre eine Höhe von etwa 18 m, die Breite der Krone betrug bis zu 30 m. Der unregelmäßig geformte Stamm mit einem Durchmesser von bis zu 2,30 m war lange Zeit von einer Sitzbank umgeben.
In den 2000er Jahren wurden zunehmend baumpflegerische Maßnahmen notwendig. So wurden einige Äste gekürzt, um die Last zu verringern. Weitere Äste wurden durch Stützen und die Baumkrone mit Seilverbindungen gesichert. Es kam zu deutlichen Anzeichen des Absterbens einiger Äste aufgrund eines starken Brandkrustenpilzbefalls. Im Winter 2012 erhielt eine Baumschule den Auftrag, vorsorglich Ableger zu nehmen, von denen 14 bis 2018 zu einer Höhe von einem bis zwei Metern herangewachsen waren.

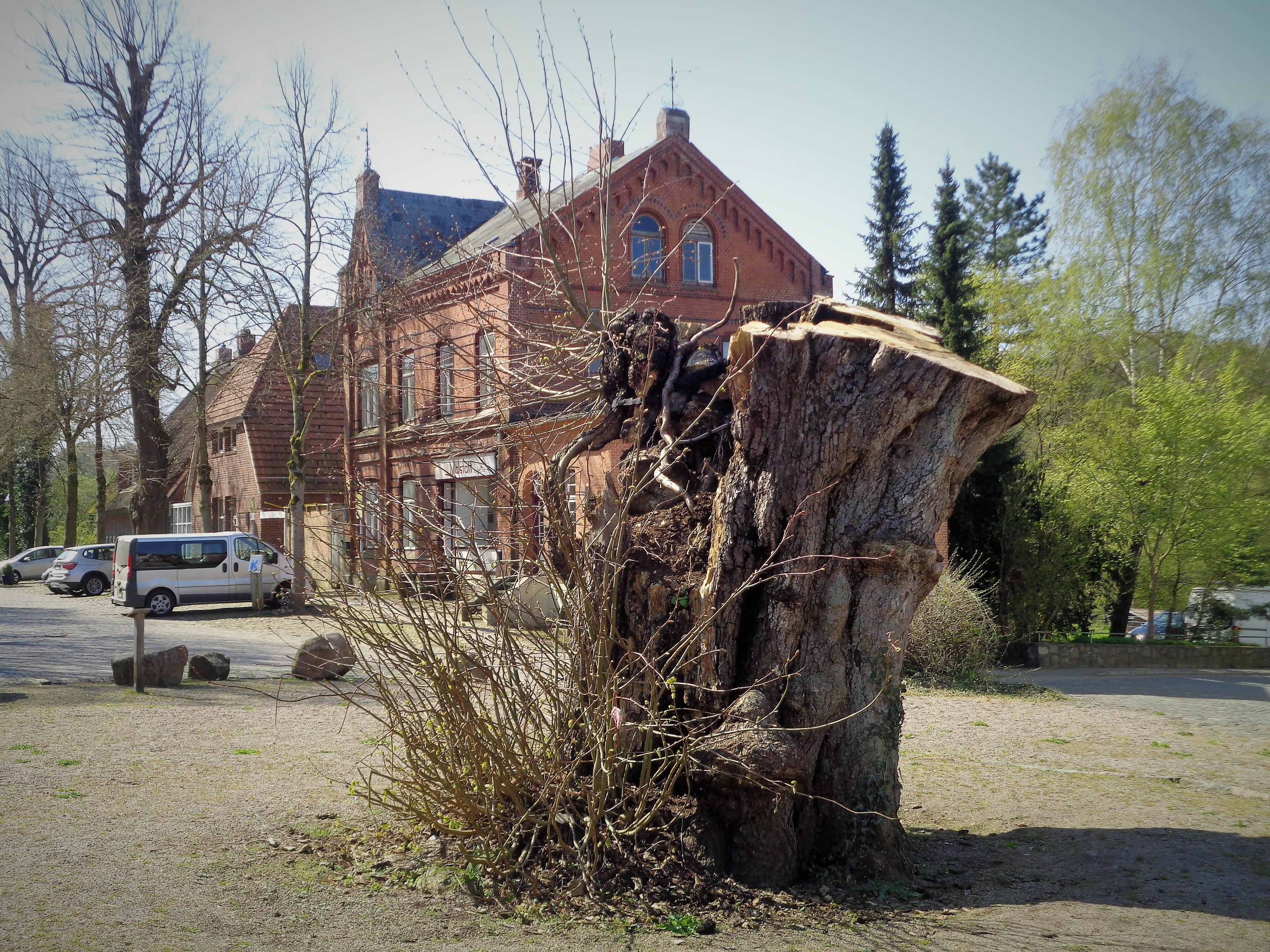
Stumpf der Linde im April 2019

Nachdem im Mai 2018 einer der großen Äste abgebrochen war, drohte der Baum aus dem Gleichgewicht zu geraten und umzustürzen, sodass er im Oktober des Jahres auf eine Höhe von rund zweieinhalb Metern gekürzt wurde. Zu einer weiteren Beschädigung kam es im Juli 2019 durch einen wahrscheinlich vorsätzlich gelegten Schwelbrand. Eine Entscheidung über das weitere Vorgehen blieb zunächst offen. Das Bruchholz wurde versteigert und von Künstlern aus der Region zu Skulpturen, Heiligenfiguren, Lindenblättern und anderen Dekorationsgegenständen verarbeitet. Inzwischen treibt die Linde aus dem Stumpf wieder aus und ähnelt im belaubten Zustand einem Strauch. Man hofft, dass sie in den kommenden Jahrzehnten wieder zu einem Baum heranwächst.

## Sonstiges
Die Linde ist Bestandteil des Wappens von Bordesholm. An der Linde wurde 1873 eine Tafel mit folgendem Text angebracht:
Manches sah Dein gewaltiger Dom,
hochrauschende Linde.
Freude hast Du und Leid manches
Geschlechtes getheilt,
Größeres schautest Du nicht, als der Holsten
Erhebung, als Deutschland
Wiedergeboren zum Reich. Künde
den Enkeln das Wort!
März 24, 1873.
Eine Bleistiftzeichnung der Bordesholmer Linde aus dem dritten Viertel des 19. Jahrhunderts vom Künstler Adelbert von Löwenstern wird im Museum der Gemeinde ausgestellt.

## Bildergalerie

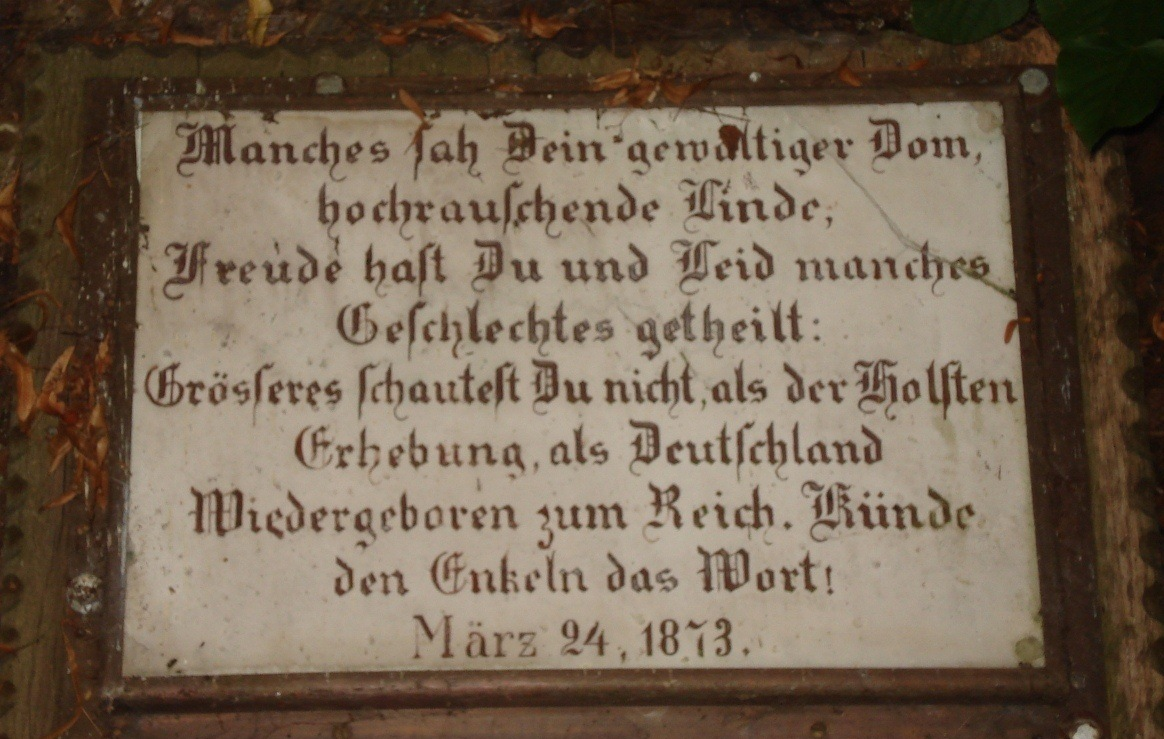
Tafel am Baum
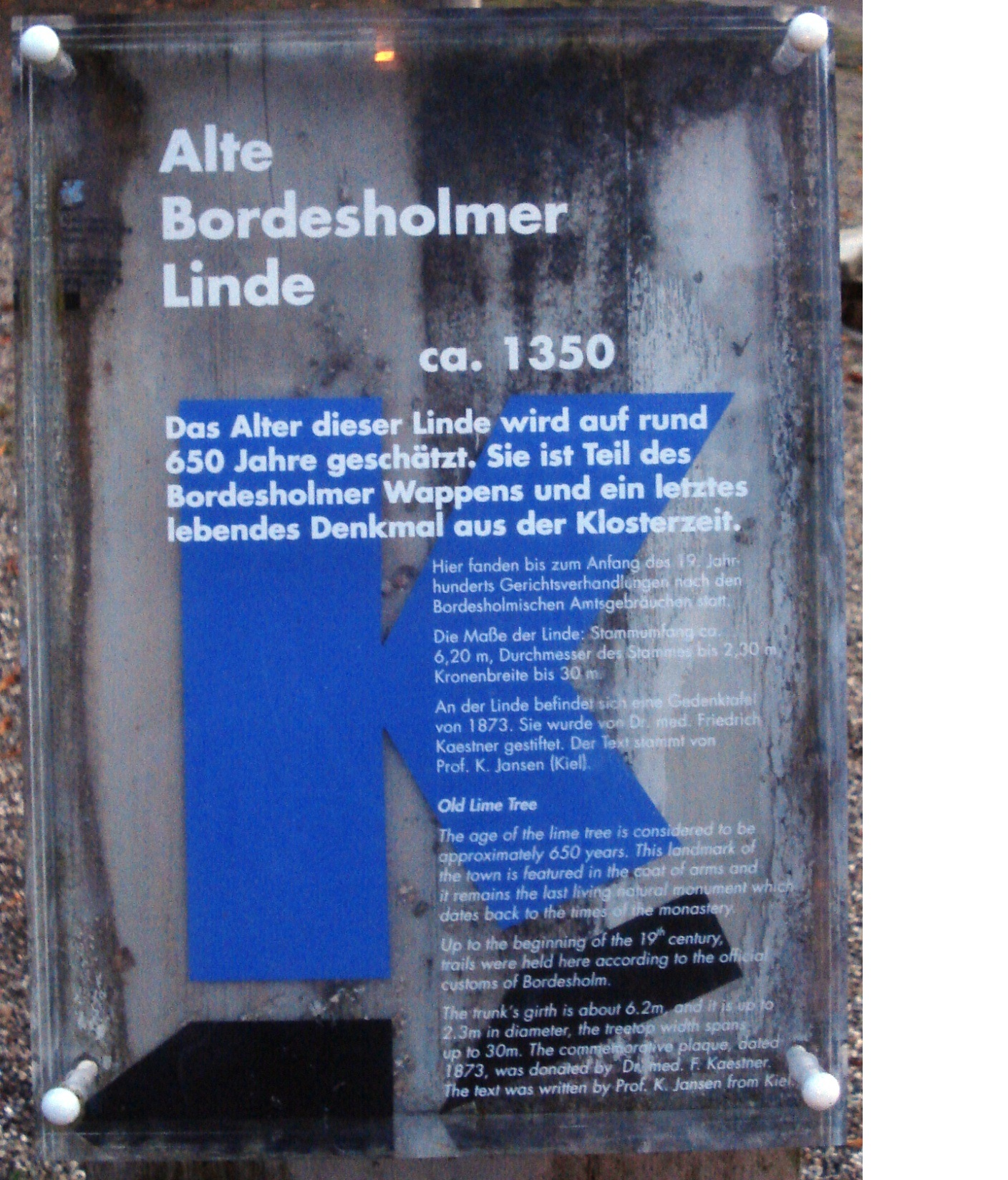
Informationstafel
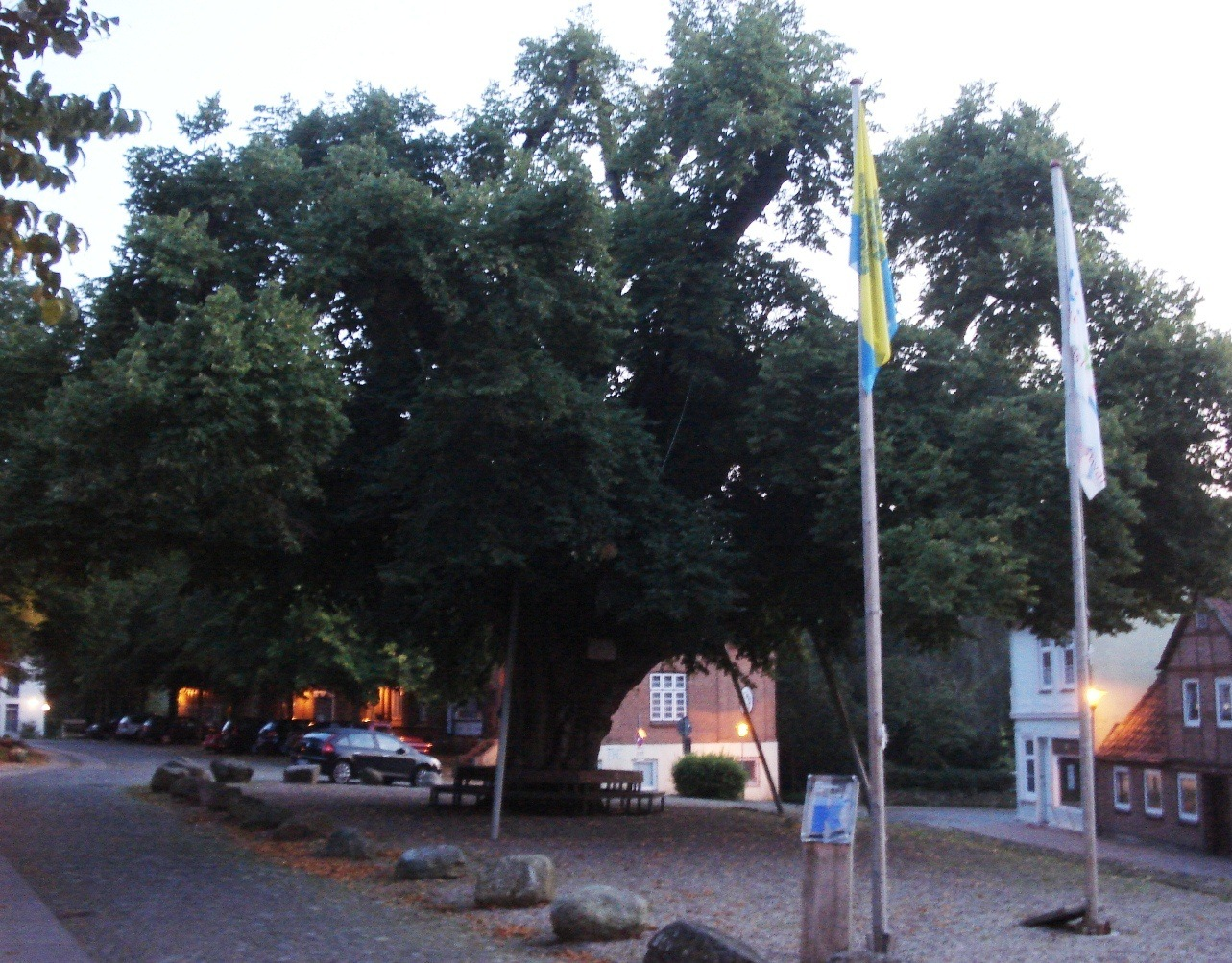
2011 aus Nord
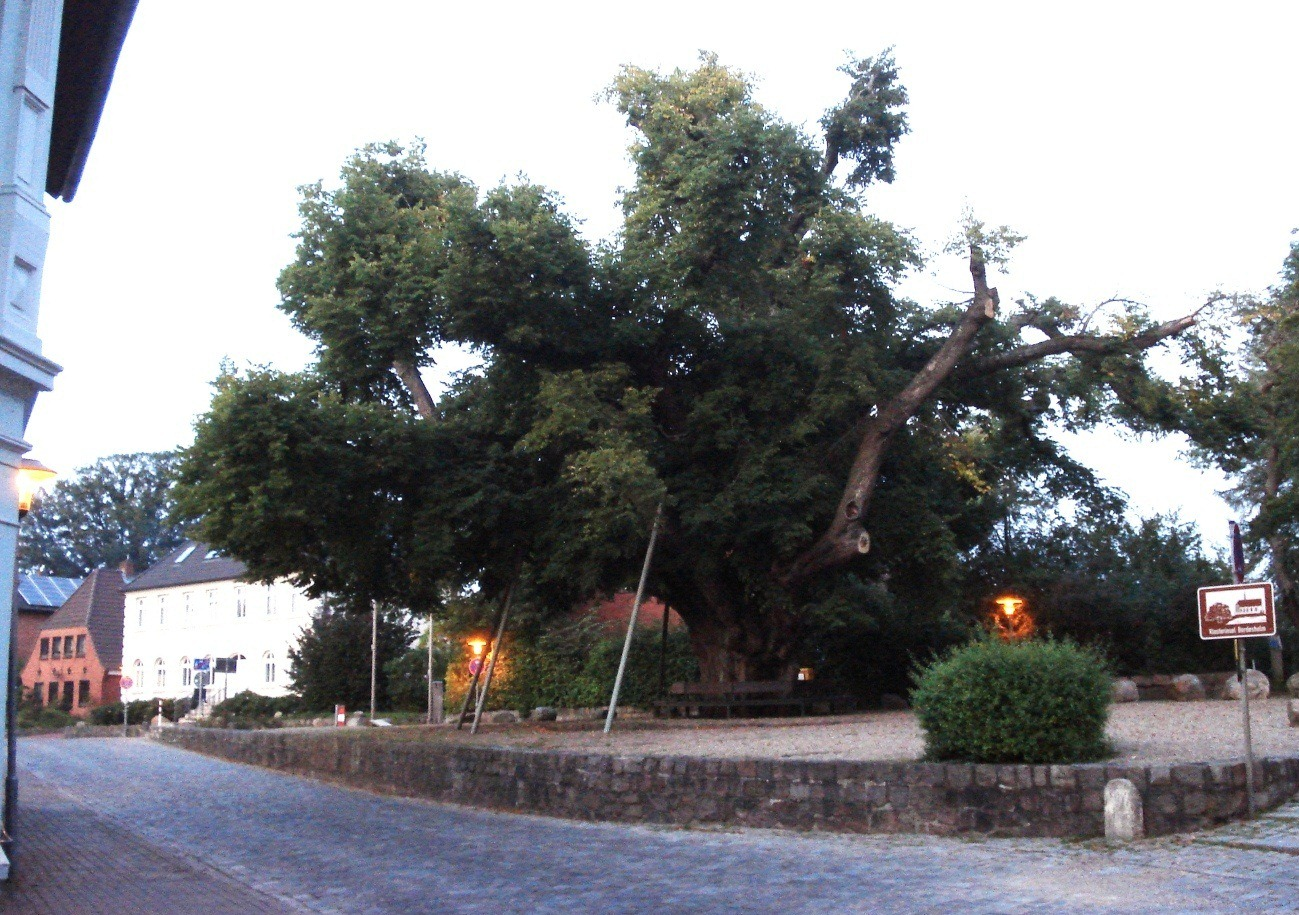
2011 aus Südwest